# 于大清
于大清（1957年11月—），满族，辽宁绥中人。中国人民解放军中将。曾任中国人民解放军第二炮兵副政委。中将军衔。
1975年入伍，1977年加入中国共产党。在中国人民解放军总政治部工作多年，曾任总政治部干部部预备役干部局局长，2005—2006年挂职任第41集团军123师政委，2007—2009年任总政治部干部部副部长，2009年12月任总政治部干部部部长。2008年7月晋升为少将军衔。2012年12月任第二炮兵政治部主任。2013年12月升任第二炮兵副政治委员。2014年7月晋升中将军衔。2015年1月15日，中国军方宣布于大清因涉嫌违法犯罪，2014年12月军事检察机关对其立案侦查。